# Deuteronomos obsoleta
Deuteronomos obsoleta là một loài bướm đêm trong họ Geometridae.